# 布雷特·博伊兰
布雷特·博伊兰（英語：Brett Boylan，1971年1月26日—），澳大利亚男子轮椅橄榄球运动员。他曾代表澳大利亚参加1996年、2000年和2004年夏季残疾人奥林匹克运动会轮椅橄榄球比赛，其中2000年夏季残奥会获得一枚银牌。